# Oligosoma fallai
Espèce
Synonymes
- Leiolopisma fallai McCann, 1955

Statut de conservation UICN

 VU D2 : Vulnérable
Oligosoma fallai est une espèce de sauriens de la famille des Scincidae.

## Répartition
Cette espèce est endémique des îles des Trois Rois en Nouvelle-Zélande.

## Étymologie
Cette espèce est nommée en l'honneur de Robert Alexander Falla.

## Publication originale
- McCann, 1955 : The lizards of New Zealand. Gekkonidae and Scincidae. Dominion Museum Bulletin, vol. 17, p. 1-127.